# Jacques van Bremen
Jacques van Bremen (Rotterdam, 22 augustus 1984) is een Nederlands snelwandelaar.

## Loopbaan
Op 27 januari 2007 werd Van Bremen voor het eerst Nederlands kampioen op het onderdeel 5000 m snelwandelen door negentienvoudig Nederlands kampioen Harold van Beek te verslaan.
In augustus 2007 werd hij in Woerden Nederlands kampioen 20 km snelwandelen. In 2006 leek hij tot 15 km al kans te maken op de titel, maar door een grote inzinking kwam de titel toen voor de veertiende keer bij zijn clubgenoot Harold van Beek terecht. De geblesseerde Van Beek was er in 2007 niet bij, maar Van Bremen liet geen ruimte voor discussie. Zijn winnende tijd was bijna drie minuten sneller dan die van Van Beek in 2006. Sinds 1999 was er op een NK niet meer zo hard gelopen.
In juni 2007 nam Van Bremen deel aan de Europacup snelwandelen in Leamington Spa op het onderdeel 20 km snelwandelen. Hij werd er 51e van de 53 finishers, in een persoonlijk record van 1:36:33.
Van Bremen is aangesloten bij de Rotterdamse wandel- en atletiekvereniging RWV. Zijn broers Robert en Wilfried van Bremen en vader Wim van Bremen zijn ook snelwandelaars.
Van Bremen is afgestudeerd als HBO-jurist aan de Hogeschool van Arnhem en Nijmegen en studeert nu rechten aan de Universiteit van Amsterdam.

## Nederlandse kampioenschappen
Outdoor
| Onderdeel             | jaar |
| --------------------- | ---- |
| 20.000 m snelwandelen | 2007 |

Indoor
| Onderdeel           | jaar       |
| ------------------- | ---------- |
| 5000 m snelwandelen | 2007, 2008 |

## Persoonlijke records
Outdoor
| Onderdeel             | Prestatie | Datum            | Plaats      |
| --------------------- | --------- | ---------------- | ----------- |
| 1000 m snelwandelen   | 3.56,7    | 24 mei 2008      | Barendrecht |
| 3000 m snelwandelen   | 12.43,73  | 2 mei 2009       | Amsterdam   |
| 5000 m snelwandelen   | 21.36,60  | 2 mei 2009       | Amsterdam   |
| 10.000 m snelwandelen | 45.39,1   | 8 september 2007 | Rotterdam   |
| 20.000 m snelwandelen | 1:37.34   | 26 augustus 2007 | Woerden     |
| uurloop               | 12.694 m  | 15 maart 2009    | Rotterdam   |
| 2 uurloop             | 19.430 m  | 31 juli 2004     | Zaandam     |

Indoor
| Onderdeel           | Prestatie | Datum           | Plaats |
| ------------------- | --------- | --------------- | ------ |
| 5000 m snelwandelen | 22.30,01  | 9 februari 2008 | Gent   |

Weg
| Onderdeel          | Prestatie | Datum           | Plaats      |
| ------------------ | --------- | --------------- | ----------- |
| 1 km snelwandelen  | 4:37      | 14 maart 2010   | Lugano      |
| 3 km snelwandelen  | 13.59     | 14 maart 2010   | Tsjeboksary |
| 5 km snelwandelen  | 22.11     | 25 april 2009   | Poděbrady   |
| 10 km snelwandelen | 44.52     | 1 februari 2009 | Rotterdam   |
| 20 km snelwandelen | 1:33.54   | 10 april 2010   | Poděbrady   |

## Ontwikkeling 20 km en 20.000 m
| Prestatie | Datum            | Plaats               |
| --------- | ---------------- | -------------------- |
| 1:50.51,8 | 25 januari 2004  | Zaandam              |
| 1:47.15,8 | 27 augustus 2005 | Woerden              |
| 1:40.30   | 8 april 2006     | Poděbrady            |
| 1:36.33   | 20 mei 2007      | Royal Leamington Spa |
| 1:35.24   | 9 maart 2008     | Lugano               |
| 1:34.40   | 10 mei 2008      | Tsjeboksary          |
| 1:34.27,9 | 14 maart 2010    | Lugano               |
| 1:33.54   | 10 april 2010    | Poděbrady            |